# Josh Gad
Joshua Ilan Gad (Hollywood, Florida; 23 de febrer de 1981), més conegut com Josh Gad, és un actor estatunidenc famós per fer la veu d'Olaf a Frozen i per interpretar a Elder Arnold Cunningham en el musical de Broadway The Book of Mormon, paper pel qual va estar nominat a un Tony a la categoria de Millor actor en un musical. També se'l coneix pel seu paper com a Ryan Church en la sèrie Back to You (2007–08). També va aparèixer en sèries com ER (2005), The Daily Show, Bored to Death (2010), Modern Family (2011,2020), New Girl (2012–15), i Numb3rs (2008–09). En el cinema, ha estat en The Rocker, Crossing Over, She Wants Me, 21, Love and Other Drugs, Jobs, Pixels, Angry Birds i la seua seqüela, La bella i la bèstia, Murder on the Orient Express i com a Skip Gilchrist en la sitcom 1600 Penn (2012–13).